# 寒煙翠
《寒煙翠》是瓊瑤的作品之一，於1966年3月18日完稿，其內容是講述一位少女因遠離父母欲離婚的場景而被迫住進「青青農場」的故事。

## 故事主要人物
- 陳詠薇：故事女主角。
- 綠綠：原住民少女。
- 章凌霄：章家老大，協助父親管理「青青農場」。
- 章凌風：章家老二，在台南念大學，有著富家少爺的脾氣。
- 章凌雲：章家小妹，溫柔、乖巧的女生。
- 許潔君：詠薇的母親。
- 舜涓：章家女主人，與潔君情同姊妹。
- 章一偉：章家的男主人。
- 余亞男：天天尋找靈感的怪異畫家。
- 韋白：校長。
- 老林：綠綠的父親。

## 故事情節
在這個暑假，陳詠薇的父母因感情破裂、準備要離婚，其母親(許潔君)不捨她看到此場景會太難過，於是將詠薇送至埔里鄉下的章家住一陣子。
在這宛如世外桃源的農場薰陶之下，以及與同齡的朋友淩霄、淩風、淩雲的陪伴下，煩惱似乎沒在詠薇身上多留一會兒，而一段愛情故事也正在寒煙翠霧的湖邊開始的萌芽……

## 改編作品

### 電影
《寒煙翠》(1968年)
- 陳詠薇：井莉
- 綠綠：白琳
- 章凌霄：王俠
- 章凌風：喬莊
- 章凌雲：方盈
- 許潔君：高寶樹
- 舜涓：歐陽莎菲
- 章一偉：嚴俊
- 余亞男：岳華
- 韋白：雷鳴
- 老林：房勉

劇中的重要場景「夢湖」則是在台南珊瑚潭、高雄澄清湖拍攝。

## 外部連結
- 香港影庫上《寒煙翠》的資料（繁體中文）
- 时光网上《寒煙翠》的資料（简体中文）
- 豆瓣电影上《寒煙翠》的資料 （简体中文）
- 互联网电影数据库（IMDb）上《寒煙翠》的资料（英文）